# Kraftwerk Gallejaur
Das Kraftwerk Gallejaur ist ein Wasserkraftwerk in der Gemeinde Norsjö, Provinz Västerbottens län, Schweden, das den Skellefte älv zu einem Stausee aufstaut. Es ging 1964 in Betrieb. Das Kraftwerk ist im Besitz von Vattenfall und wird auch von Vattenfall betrieben.

## Absperrbauwerke
Die Absperrbauwerke bestehen aus insgesamt 10 Staudämmen, deren Höhe von 1 bis zu 50 (bzw. 55) m und deren Länge von 150 bis zu 1600 m reicht. Die beiden Hauptdämme sind der Sandforsdammen und der Gallejaurdammen, die den Skellefte älv zu zwei separaten Stauseen aufstauen, die durch einen ca. 5 km langen Kanal miteinander verbunden sind. Durch die beiden Dämme wurde das ursprüngliche Flussbett des Skellefte älv auf einer Strecke von ca. 20 km größtenteils trockengelegt.
Der vom Sandforsdammen gebildete Stausee erstreckt sich über eine Fläche von 7 km² und der vom Gallejaurdammen gebildete Stausee über eine Fläche von 4 km². Das minimale Stauziel liegt bei 309 m, das maximale bei 310 m über dem Meeresspiegel.
Die Hochwasserentlastung mit den zwei Wehrtoren befindet sich am Sandforsdammen; über sie können maximal 720 m³/s abgeleitet werden. Das Bemessungshochwasser liegt bei 617 m³/s; die Wahrscheinlichkeit für das Auftreten dieses Ereignisses wurde mit einmal in 100 Jahren bestimmt. Das größte anzunehmende Hochwasser wurde mit 844 m³/s berechnet.

## Kraftwerk
Mit dem Bau des Kraftwerks wurde 1960 begonnen; es ging 1964 mit der ersten Maschine in Betrieb. Von 1985 bis 1988 wurde das Kraftwerk um eine zweite Maschine erweitert; sie ging am 1. September 1988 in Betrieb. Das Kraftwerk verfügt mit zwei Francis-Turbinen über eine installierte Leistung von 115 (bzw. 214 219 oder 220) MW. Die durchschnittliche Jahreserzeugung liegt bei 630 (bzw. 715) Mio. kWh.
Die Turbinen wurden von Kværner geliefert. Die erste Turbine leistet 118 MW; ihre Nenndrehzahl liegt bei 150 Umdrehungen pro Minute. Die zweite Turbine leistet 102,3 MW; ihre Nenndrehzahl liegt bei 166,7 Umdrehungen pro Minute. Die Generatoren wurden von ABB geliefert. Die Fallhöhe beträgt 78 (bzw. 78,5 79 oder 80) m. Der maximale Durchfluss liegt bei 165 (bzw. 300 305 oder 310) m³/s; die mittlere Wasserführung des Skellefte älvs beträgt beim Kraftwerk Bastusel 118,2 m³/s.